# زقين زهرة الحواشي
زقين زهرة الحواشي (الاسم العلمي:Diascia veronicoides) هو نوع من النباتات يتبع جنس الزقين من الفصيلة الغدبية.